# Österrikes Grand Prix 1975
Österrikes Grand Prix 1975 var det tolfte av 14 lopp ingående i formel 1-VM 1975. Tävlingen benämndes även Europas Grand Prix 1975.

## Rapport
En tragisk olycka inträffade under uppvärmningen före loppet då Mark Donohue fick problem med ett däck och körde av banan i Hella Licht-kurvan. Donohues bil åkte genom skyddsbarriären och in i en annonstavla och träffade dessutom två banfunktionärer, av vilka en senare avled. Donohue var vid medvetande och kunde tala men han sjönk därefter ned i medvetslöshet och avled under tisdagen efter loppet.
Det regnade kraftigt när det närmade sig start. Niki Lauda i Ferrari tog ledningen från pole position före James Hunt i Hesketh-Ford och Patrick Depailler i Tyrrell-Ford, som gjort en mycket bra start från fjärde startledet. Ännu bättre gick det i inledningen av loppet för Vittorio Brambilla i March-Ford, som från sin åttonde startplats tog sig ända upp på tredje plats. Under varv 15 kom Hunt och Brambilla ifatt Lauda, passerade honom och drog sedan ifrån. När Hunt under varv 19 var på väg att varva Brett Lunger i Hesketh-Ford, blåste Brambilla förbi båda bilarna och började bygga upp en ledning. Väderförhållandena försämrades sedan till den grad att arrangörarena tvingades stoppa loppet. När Brambilla fick se den schackrutiga flaggan blev han så upphetsad att han kraschade. Han lyckades dock ta sig tillbaka ut på banan och köra sitt ärevarv med sin svårt skadade bil. Tvåa blev Hunt och trea Tom Pryce i Shadow-Ford.
Det hade tagit March fem år att vinna sitt första race, och när det hände fick man bara halva poängen.

## Resultat
1. Vittorio Brambilla, March-Ford, 4½ poäng
2. James Hunt, Hesketh-Ford, 3
3. Tom Pryce, Shadow-Ford, 2
4. Jochen Mass, McLaren-Ford, 1½
5. Ronnie Peterson, Lotus-Ford, 1
6. Niki Lauda, Ferrari, ½
7. Clay Regazzoni, Ferrari
8. Jody Scheckter, Tyrrell-Ford
9. Emerson Fittipaldi, McLaren-Ford
10. John Watson, Surtees-Ford
11. Patrick Depailler, Tyrrell-Ford
12. Chris Amon, Ensign-Ford
13. Brett Lunger, Hesketh-Ford
14. Carlos Reutemann, Brabham-Ford
15. Tony Brise, Hill-Ford
16. Rolf Stommelen, Hill-Ford
17. Lella Lombardi, March-Ford

### Förare som bröt loppet
- Roelof Wunderink, Ensign-Ford (varv 25, för få varv)
- Harald Ertl, Warsteiner Brewery (Hesketh-Ford) (23, elsystem)
- Jacques Laffite, Williams-Ford (21, hantering)
- Carlos Pace, Brabham-Ford (17, motor)
- Jo Vonlanthen, Williams-Ford (14, motor)
- Hans-Joachim Stuck, March-Ford (10, olycka)
- Jean-Pierre Jarier, Shadow-Matra (10, insprutning)
- Bob Evans, BRM (2, motor)
- Mario Andretti, Parnelli-Ford (1, olycka)
- Mark Donohue, Penske-Ford (0, fatal olycka)
- Brian Henton, Lotus-Ford (0, olycka)

### Förare som ej startade
- Wilson Fittipaldi, Fittipaldi-Ford (skadad)

### Förare som ej kvalificerade sig
- Tony Trimmer, Maki-Ford